# Thomas Mann (homme politique)
Pour les articles homonymes, voir Mann et Thomas Mann (homonymie).
Thomas Mann, né le 28 janvier 1946 à Naumbourg, est un homme politique allemand. Membre de l’Union chrétienne-démocrate d'Allemagne (CDU), il est député européen pour la Hesse depuis 1994.

## Biographie
Il est le président de l’Intergroupe Tibet du Parlement européen de 1999 à 2019 et également vice-président de la Délégation pour les relations avec les pays de l'Asie du Sud,.